# Tajo Viejo
Tajo Viejo är en ort i Mexiko.   Den ligger i kommunen Gómez Palacio och delstaten Durango, i den centrala delen av landet, 800 km nordväst om huvudstaden Mexico City. Tajo Viejo ligger 1 119 meter över havet och antalet invånare är 189.
Terrängen runt Tajo Viejo är mycket platt. Runt Tajo Viejo är det tätbefolkat, med 411 invånare per kvadratkilometer. Närmaste större samhälle är Torreón, 15,5 km söder om Tajo Viejo. Trakten runt Tajo Viejo består till största delen av jordbruksmark.